# Floreskråka
Floreskråka (Corvus florensis) är en starkt utrotningshotad fågel i familjen kråkfåglar som enbart förekommer på en enda ö i Indonesien.

## Utseende och läten
Floreskråkan är en medelstor (40 cm), skogslevande kråka. Fjäderdräkten är helsvart med mörk ögoniris. Näbben är befjädrad halvvägs till spetsen. Lätet är ljust och nedåtböjt, i engelsk litteratur beskrivet som "cwaaa" eller "cawaraa". Även svaga upprepade "waak" hörs, liksom ett gurglande och hest kontaktläte.

## Utbredning och systematik
Floreskråkan förekommer enbart i låglänta områden på ön Flores (i västra Små Sundaöarna i Indonesien). Den behandlas som monotypisk, det vill säga att den inte delas in i några underarter.

## Status
Floreskråkan har ett litet utbredningsområde och tros minska i antal, dock relativt långsamt. IUCN kategoriserar den som nära hotad.